# Lynn Martin
Lynn Morley Martin, née le 26 décembre 1939 à Evanston (Illinois), est une femme politique américaine. Membre du Parti républicain, elle est secrétaire au Travail entre 1991 et 1993 sous l'administration du président George H. W. Bush.